# Cyrtandra geocarpa
Cyrtandra geocarpa là một loài thực vật có hoa trong họ Tai voi. Loài này được Koord. mô tả khoa học đầu tiên năm 1898.